# Troféu Cidade de Jesolo de 2023
O Troféu Cidade de Jesolo de 2023 foi a 14ª competição anual de ginástica Trofeo di Jesolo realizada em Jesolo, Itália. Ginastas sêniores e juvenis foram convidadas a competir.

## Quadro de medalhas
*   país anfitrião (Itália)
| Pos.               | País               | Ouro | Prata | Bronze | Total |
| ------------------ | ------------------ | ---- | ----- | ------ | ----- |
| 1                  | Itália             | 6    | 3     | 4      | 13    |
| 2                  | Estados Unidos     | 3    | 5     | 1      | 9     |
| 3                  | Coreia do Sul      | 1    | 3     | 1      | 5     |
| 4                  | Espanha            | 1    | 0     | 2      | 3     |
| 5                  | Canadá             | 1    | 0     | 1      | 2     |
| 6                  | Japão              | 0    | 2     | 1      | 3     |
| 7                  | Alemanha           | 0    | 0     | 1      | 1     |
| Total (7 entradas) | Total (7 entradas) | 12   | 13    | 11     | 36    |

## Medalhistas
| Evento              | Ouro | Prata                                                                        | Bronze                                                                                             |
| Sênior              | Sênior | Sênior                                                                       | Sênior                                                                                             |
| ------------------- | --- | ---------------------------------------------------------------------------- | -------------------------------------------------------------------------------------------------- |
| Equipes             | Itália · Angela Andreoli · Alice D’Amato · Asia D’Amato · Manila Esposito · Martina Maggio · Giorgia Villa | Coreia do Sul Eom Do-hyun Lee Da-yeong Lee Yun-seo Shin Sol-yi Yeo Seo-jeong | Espanha · Laura Casabuena · Laia Font · Maia Llacer · Laia Masferrer · Ana Pérez · Alba Petisco    |
| Individual geral    | Manila Esposito (ITA)                                                                                      | Alice D'Amato (ITA)                                                          | Angela Andreoli (ITA)                                                                              |
| Salto               | Yeo Seo-jeong (KOR)                                                                                        | Asia D'Amato (ITA)                                                           | Manila Esposito (ITA)                                                                              |
| Barras assimétricas | Alice D'Amato (ITA)                                                                                        | Giorgia Villa (ITA)                                                          | Lee Yun-seo (KOR)                                                                                  |
| Trave               | Cassie Lee (CAN)                                                                                           | Yeo Seo-jeong (KOR)                                                          | Laia Masferrer (ESP)                                                                               |
| Solo                | Laura Casabuena (ESP)                                                                                      | Lee Da-yeong (KOR)                                                           | Sydney Turner (CAN)                                                                                |
| Junior              | |                                                                              | |
| Equipes             | Itália · Sara Caputo · Camilla Ferrari · Emma Fioravanti · Benedetta Gava · Naomi Pazon · Emma Puatoi      | Japão · Iijima Ruka · Umemoto Sawa · Watanabe Remi                           | Alemanha · Maellys Alferi · Mara Dietz · Michaela Mühlhofer · Amalia Preuss Neudorf · Lisa Wötzeli |
| Individual geral    | Gabrielle Hardie (USA)                                                                                     | Audrey Snyder (USA)                                                          | Emma Fioravanti (ITA)                                                                              |
| Salto               | Benedetta Gava (ITA)                                                                                       | Gabrielle Hardie (USA)                                                       | Audrey Snyder (USA)                                                                                |
| Barras assimétricas | Gabrielle Hardie (USA)                                                                                     | Audrey Snyder (USA)                                                          | Camilla Ferrari (ITA)                                                                              |
| Trave               | Audrey Snyder (USA)                                                                                        | Gabrielle Hardie (USA) Iijima Ruka (JPN)                                     | —                                                                                                  |
| Solo                | Emma Fioravanti (ITA)                                                                                      | Gabrielle Hardie (USA)                                                       | Umemoto Sawa (JPN)                                                                                 |